# I've Just Begun (Having My Fun)
Singles de Britney Spears
My Prerogative
(2004) Do Somethin'
(2005)
Pistes de Greatest Hits: My Prerogative
I'm Not a Girl, Not Yet a Woman
(17) Do Somethin'
(19)
I've Just Begun (Having My Fun) ou (I've Just Begun) Having My Fun, est une chanson de la chanteuse américaine Britney Spears, extraite de son premier best of, Greatest Hits: My Prerogative. Le titre, produit par le duo suédois Bloodshy & Avant, avait été à l'origine enregistré pour le quatrième album de la chanteuse, In the Zone, mais il n'avait été commercialisé qu'en Amérique latine, en Australie et Europe, sur un disque bonus. Le titre est ensuite sorti en tant que single promotionnel du best of le 17 août 2004.
La chanson a reçu un accueil mitigé, certains critiques musicaux considérant I've Just Begun (Having My Fun) comme l'une des meilleures chansons de Britney Spears tandis que d'autres ont critiqué ses paroles, jugées « en décalage » avec la vie de la chanteuse.

## Liste des pistes
- Téléchargement numérique

1. I've Just Begun (Having My Fun) – 3:23

## Réception

### Accueil critique
La chanson a reçu un accueil mitigé. Du côté des critiques positives, Mike McGuirk de Rhapsody estime que le morceau « est au niveau de ses meilleures chansons, à savoir I'm a Slave 4 U ». Stephen Thomas Erlewine d'AllMusic, quant à lui, considère que la chanson, initialement enregistrée pour In the Zone mais qui n'a finalement pas été choisie pour y figurer, surpasse pourtant la plupart des chansons de l'album. De même, pour Annabel Leathes de BBC Online, le titre, ainsi que Do Somethin', sont « [deux] solides chansons inédites qui suggèrent […] que Britney Spears va peut être encore décrocher quelques no 1 avant de prendre le temps de chanter des berceuses à sa progéniture. »,.
À l'inverse, Ann Powers de Blender trouve la chanson « très peu mémorable et biographiquement(sic) inexacte »,. Louis Pattinson du NME, tout comme Annabel Leathes, revient sur le désir de Britney Spears de fonder une famille, et considère, lui, que les paroles de la chanson, comme « je ne veux pas me caser » sonnent très étrangement face à cette volonté de s'assagir maintes fois vantée.

### Classements des ventes
| Pays       | Hit-parade                   | Meilleure position | Temps dans le classement |
| ---------- | ---------------------------- | ------------------ | ------------------------ |
| États-Unis | Billboard Hot Digital Tracks | 23                 | 2 semaines,              |

## Crédits
| - écriture et composition : Britney Spears, Michelle Bell, Bloodshy & Avant, Henrik Jonback - production : Bloodshy & Avant, Steven Lunt - mixage : Niklas Flyckt (Khabang Studio, Stockholm, Suède) - édition numérique : Bloodshy & Avant - Ingénieurs assistants : Charles McCrorey et Jonas Östman - studios d'enregistrement : Murlyn Studios (Stockholm, Suède) et Battery Studios (New York, États-Unis) | - chant : Britney Spears - chœurs : Britney Spears, Michelle Bell, Jeanette Olsson et BlackCell - guitare : Henrik Jonback - basse : Thomas Lindberg - batterie : Steve Wolf (enregistré par Tom Soares) - cordes : Stockholm Session Strings (conduit par Janson & Janson) - autres instruments et programmation : Bloodshy & Avant |

Source : livret de la compilation Greatest Hits: My Prerogative